# EuroChallenge
L'EuroChallenge (ex FIBA Europe League e FIBA EuroCup) è stata una competizione europea per club di pallacanestro maschile.
Era una competizione organizzata dalla FIBA, terza per ordine di importanza dopo l'Eurolega e l'Eurocup curate dalla ULEB. Le due finaliste acquisivano il diritto a partecipare all'Eurocup.

## Storia
La prima edizione del torneo si è svolta nella stagione 2003-04 con il nome di FIBA Europe League. Vi parteciparono trenta squadre divise in quattro gironi. La prima del girone A, le prime due del B e C e le prime tre del D furono ammesse ai quarti di finale e le quattro vincenti vennero ammesse alla Final Four, disputata a Kazan'. Vinsero i padroni di casa dell'UNICS Kazan'. La formula rimase quasi invariata nel 2004-05: la fase finale, disputata a Istanbul, fu vinta dalla Dinamo San Pietroburgo.
Nel 2005-06 la competizione venne ribattezzata FIBA EuroCup e le finali si disputarono a Kiev, dove s'impose lo Joventut Badalona.
Nella stagione successiva il regolamento fu rinnovato secondo un format valido tuttora. Le squadre partecipanti furono aumentate a trentadue, divise in otto gironi. Da allora le prime due di ogni girone vengono ammesse al secondo turno, con altri quattro gironi da cui vengono decise le partecipanti ai quarti di finale. Da questi alla Final Four, che nella stagione 2006-07 fu disputata a Gerona e vinta dalla squadra di casa, gli spagnoli dell'Akasvayu Girona.
L'edizione 2007-08 ha visto i lettoni del BK Barons imporsi sulla squadra belga del Mons-Hainaut per 63-62 nella finale di Limassol.
Dalla stagione 2008-09 con la riorganizzazione delle coppe europee la competizione è stata ribattezzata EuroChallenge, vi partecipano 32 squadre tra cui le sedici eliminate ai primi due turni della Eurocup: la vittoria finale è stata appannaggio della Virtus Bologna che ha battuto in finale i francesi di Cholet Basket con il punteggio di 77-75.
Nella stagione 2013-14 si laurea campione la Pallacanestro Reggiana, conquistando così il suo primo trofeo internazionale.

## Albo d'oro
| Anno                                       |                             | Finale 1º/2º posto | Finale 1º/2º posto       | Finale 1º/2º posto       |             | Semifinaliste            | Semifinaliste | Semifinaliste |
| Anno                                       | Campione                    | Punteggio          | Secondo posto            | Terzo posto              | Punteggio   | Quarto posto             |               |               |
| Con la denominazione di FIBA Europe League |                             |                    |                          |                          |             |                          |               |               |
| 2003-04 dettagli                           | UNICS Kazan'                | 87-63              | TIM Maroussi             | Hapoel Tel Aviv          | 112-104     | Ural Great Perm'         |               |               |
| 2004-05 dettagli                           | Dinamo San Pietroburgo      | 85-74              | Kiev                     | Chimki                   | 86-79       | Fenerbahçe               |               |               |
| Con la denominazione di FIBA EuroCup       |                             |                    |                          |                          |             |                          |               |               |
| 2005-06 dettagli                           | DKV Joventut Badalona       | 88-63              | BC Chimki                | BC Kiev                  | 83-81       | Dinamo San Pietroburgo   |               |               |
| 2006-07 dettagli                           | Akasvayu Girona             | 79-72              | Azovmash Mariupol'       | VidiVici Virtus Bologna  | 82-60       | MMT Estudiantes          |               |               |
| 2007-08 dettagli                           | Barons LMT                  | 63-62              | Dexia Mons-Hainaut       | Proteas EKA AEL Limassol | 79-70       | Tartu Rock Ülikool       |               |               |
| Con la denominazione di EuroChallenge      |                             |                    |                          |                          |             |                          |               |               |
| 2008-09 dettagli                           | BolognaFiere Virtus Bologna | 77-75              | Cholet                   | Triumf Ljubercy          | 94-82       | Proteas EKA AEL Limassol |               |               |
| 2009-10 dettagli                           | Göttingen                   | 83-75              | Krasnye Kryl'ja Samara   | Chorale Roanne           | 86-80       | Scavolini Pesaro         |               |               |
| 2010-11 dettagli                           | Krka Novo Mesto             | 83-77              | Lokomotiv Kuban          | Telenet Ostenda          | 94-92       | Spartak San Pietroburgo  |               |               |
| 2011-12 dettagli                           | Milangaz Beşiktaş           | 91-86              | Élan Chalon              | Triumf Ljubercy          | 94-87       | Szolnoki Olaj            |               |               |
| 2012-13 dettagli                           | Krasnye Kryl'ja Samara      | 77-76              | Pınar Karşıyaka          | EWE Oldenburg            | 84-76       | Gravelines               |               |               |
| 2013-14 dettagli                           | Grissin Bon Reggio Emilia   | 79-65              | Triumf Ljubercy          | Royal Halı Gaziantep     | 87-75 (dts) | Szolnoki Olaj            |               |               |
| 2014-15 dettagli                           | JSF Nanterre                | 64-63              | Medical Park Trabzonspor | Energia Târgu Jiu        | 83-80       | Fraport Francoforte      |               |               |

## Statistiche di squadra

### Titoli per club
| Club                | Titoli | Città           | Anni      |
| ------------------- | ------ | --------------- | --------- |
| UNICS Kazan'        | 1      | Kazan'          | 2003-2004 |
| Din. S. Pietroburgo | 1      | San Pietroburgo | 2004-2005 |
| Joventut Badalona   | 1      | Badalona        | 2005-2006 |
| Girona              | 1      | Gerona          | 2006-2007 |
| Barons Rīga         | 1      | Riga            | 2007-2008 |
| Virtus Bologna      | 1      | Bologna         | 2008-2009 |
| BG 74 Gottinga      | 1      | Gottinga        | 2009-2010 |
| Krka Novo mesto     | 1      | Novo Mesto      | 2010-2011 |
| Beşiktaş            | 1      | Istanbul        | 2011-2012 |
| Kr. Kryl. Samara    | 1      | Samara          | 2012-2013 |
| Pall. Reggiana      | 1      | Reggio Emilia   | 2013-2014 |
| Nanterre 92         | 1      | Nanterre        | 2014-2015 |

## Classifica per nazioni

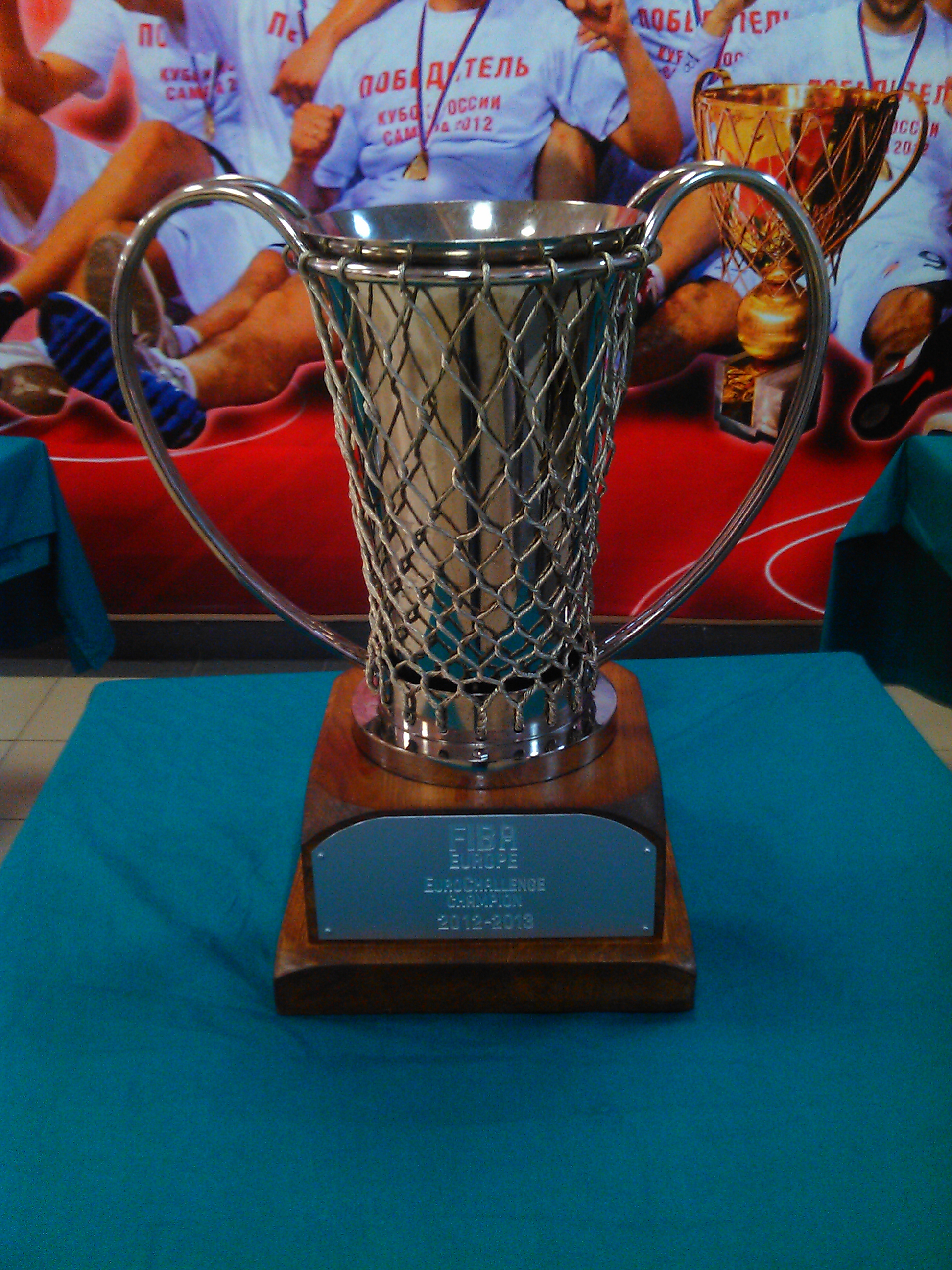
EuroChallenge 2013

| Titoli | Nazione  | Squadra                                                      |
| ------ | -------- | ------------------------------------------------------------ |
| 3      | Russia   | UNICS Kazan', Dinamo San Pietroburgo, Krasnye Kryl'ja Samara |
| 2      | Italia   | Virtus Bologna, Pallacanestro Reggiana                       |
| 2      | Spagna   | Joventut Badalona, Sant Josep Girona                         |
| 1      | Lettonia | BK Barons Riga                                               |
| 1      | Germania | BG 74 Gottingen                                              |
| 1      | Slovenia | Krka Novo Mesto                                              |
| 1      | Turchia  | Beşiktaş                                                     |
| 1      | Francia  | JSF Nanterre                                                 |

## Premi e riconoscimenti
- EuroChallenge Finals MVP